# Epimedium perralderianum
Epimedium perralderianum är en berberisväxtart som beskrevs av Ernest Saint-Charles Cosson. Epimedium perralderianum ingår i släktet sockblommor, och familjen berberisväxter. Inga underarter finns listade i Catalogue of Life.